# Piccolino (Mina)
Piccolino è un album della cantante italiana Mina, pubblicato il 22 novembre 2011 dall'etichetta discografica PDU.

## Descrizione
L'album è stato pubblicato in due versioni: "standard edition" e "deluxe edition" (a tiratura limitata e contenente un booklet di 28 pagine e 4 bonus track).
Nell'album Mina interpreta brani inediti scritti per lei da Giorgio Faletti, Giuliano Sangiorgi, Marisa Monte e da altri autori.
Il 23 dicembre 2011 entra in rotazione radiofonica il secondo singolo, Rattarira.
Il 17 gennaio 2012, esce il EP Rattarira - EP Special Edition, con i 4 brani della versione deluxe dell'album.

## Tracce

### Edizione Standard
1. Compagna di viaggio - 4:11 - (Giorgio Faletti)
2. Matrioska - 4:11 - (Emilio Di Stefano-Franco Fasano)
3. Questa canzone - 3:23 - (Paolo Limiti-Mario Nobile)
4. Ainda Bem - 4:10 - (Marisa Monte-Arnaldo Antunes)
5. Brucio di te - 4:15 - (Giuliano Sangiorgi)
6. Canzone maledetta - 4:18 - (Maurizio Tirelli-Andrea Mingardi)
7. L'uomo dell'autunno - 4:42 - (Giuseppe Fulcheri-Maurizio Fabrizio)
8. Fuori città - 4:32 - (Matteo Mancini-Gianni Bindi)
9. Fly Away - 4:06 - (Axel Pani-Mattia Gysi)
10. E così sia - 5:25 - (Giuliano Sangiorgi)

### Tracce bonus dell'edizione Deluxe
1. Only This Song - 3:36 - (Axel Pani)
2. Rattarira - 3:41 - (Anselmo Genovese-Manuel Genovese)
3. Armoniche convergenze - 4:40 - (Adelio Cogliati-Piero Cassano-Fabio Perversi)
4. Dr. Roberto - 4:08 - (Stefano Gislon)

## Formazione
- Mina – voce
- Luca Visigalli – basso
- Lele Melotti – batteria
- Ugo Bongianni – tastiera, programmazione, pianoforte
- Massimiliano Pani – tastiera addizionale, cori
- Giorgio Secco – chitarra acustica, chitarra elettrica
- Faso – basso
- Diego Corradin – batteria
- Michele Bianchi – chitarra jazz
- Caporale Bruno – basso, chitarra
- Gilda Buttà – pianoforte
- Franco Serafini – tastiera, programmazione
- Massimo Ceccarelli, Maurizio Raimondo, Carla Tutino – contrabbasso
- Fausto Anzelmo, Margot Burton, Adriana Ester Gallo, Paola Melgari, Lorenzo Rundo, Gualtiero Tambè, Alessio Toro – viola
- Leonardo Alessandrini, Prisca Amori, Emanuela Biagi, Andrea Cacopardo, Eunice Cangianiello, Maurizio Cappellari, Elena Centurione, Anna Chulkina, Simone di Giulio, Filippo Fattorini, Elton Madhi, Paolo Marchi, Pierluigi Pietroniro, Patrizio Scarponi, Maurizio Tarsitani – violino
- Luca Pincini, Catarina Birkeland, Jennifer Flint, Matteo Scarpelli, Dario Silveri – violoncello
- Zora Slokar – corno francese

## Classifica
| Posizione | 6 | 14 | 19 | 20 | 21 | 25 | 33 | 37 | 34 | 56 | 84 |

### Classifica di fine anno
| Classifica (2011) | Posizione |
| ----------------- | --------- |
| Italia            | 49        |